# The Six Million Dollar Man
The Six Million Dollar Man – amerykański serial fantastycznonaukowy emitowany w latach 1973-1978 przez stację ABC.

## Obsada
- Lee Majors - Steve Austin
- Richard Anderson - Oscar Goldman
- Martin Balsam - Dr. Rudy Wells
- Lindsay Wagner - Jaime Sommers
- Jennifer Darling - Peggy Callahan
- Darren McGavin - Oliver Spencer